# Susanne Ollila
Susanne Ollila, född 30 mars 1968, är biträdande professor inom organisatoriskt beteende och vice-prefekt med ansvar för forskarutbildning vid institutionen Teknikens ekonomi och organisation på Chalmers tekniska högskola i Göteborg.
Susanne Ollila forskar om organisatoriskt beteende, innovationsledning och kunskapsledning. Hon använder sig primärt av kvalitativa forskningsansatser såsom aktionsforskning, etnografisk forskning och longitudinella fallstudier, och jobbar ofta i nära samarbete med aktörer från näringsliv och offentlig sektor för att skapa kunskap som är relevant för både akademiker och praktiker. 
Susanne Ollila leder en forskargrupp  "Managing-in-Between" (MIB), som utvecklar kunskap och teorier och praktik kopplat till att leda och organisera innovation över organisationsgränser, i mellanrummet mellan olika aktörer. Att samarbeta över sådana gränser har blivit vanligt förekommande för organisationer som arbetar med innovation, och mer kunskap behövs om hur dessa mellanrum kan förstås och vad organisering och ledning innebär i en sådan kontext.
Hennes forskning är publicerad i journaler såsom R&D Management, Creativity and Innovation Management, International Journal of Innovation Management, European Journal of Innovation Management, Leadership and Organization Development Journal, och Journal of Knowledge Management.

## Priser och utmärkelser
Susanne Ollila tilldelades år 2013 Styrkeområdenas pris för sitt framstående och banbrytande arbete med att skapa förutsättningar för samarbete över organisationsgränserna.